# Jean Favier

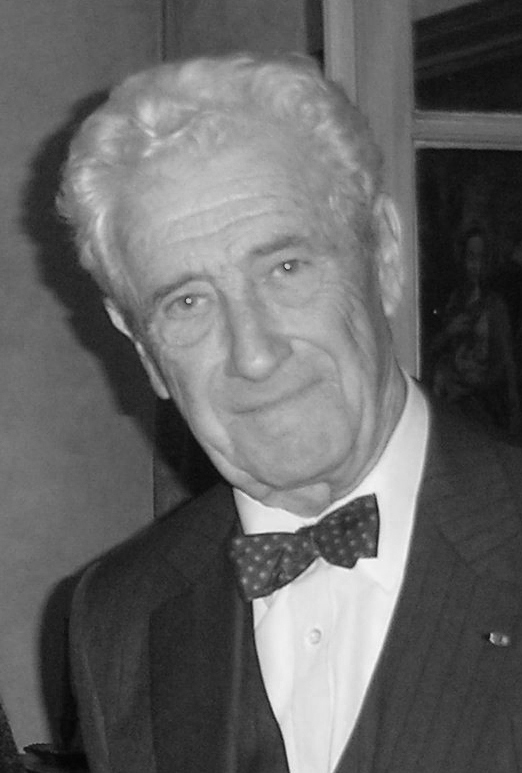
Jean Favier w 2005

Jean Favier (ur. 2 kwietnia 1932, zm. 12 sierpnia 2014) – francuski historyk, mediewista.

## Życiorys
Od 1975 do 1994 był dyrektorem Francuskiego Archiwum Państwowego. Od 1994 do 1997 roku prezes Francuskiej Biblioteki Narodowej. Członek Akademii Inskrypcji i Literatury Pięknej od 1985.

## Publikacje
- « Introitus et exitus » sous Clément VII et Benoit XIII…, Istituto di paleografia dell' Università di Roma, Rome, 1957.
- Les Archives, PUF (coll. Que sais-je ?), Paris, 1959.
- Un conseiller de Philippe le Bel : Enguerran de Marigny, PUF, Paris, 1963.
- Les finances pontificales à l’époque du Grand Schisme d’Occident, 1378-1409, De Boccard, Paris, 1966.
- De Marco Polo à Christophe Colomb, Larousse, Paris, 1968.
- Les Contribuables parisiens à la fin de la guerre de Cent ans, les rôles d'impôt de 1421, 1423 et 1438, Droz, Paris/Genève, 1970.
- Paris au XVe siècle, Hachette, Paris, 1974.
- Le registre des compagnies françaises : 1449-1467, Imprimerie nationale, Paris, 1975.
- Philippe le Bel, Fayard, Paris, 1978.
- La Guerre de Cent ans, Fayard, Paris 1980.
- François Villon, Fayard, Paris, 1982.
- Une Histoire de la Normandie, Ouest-France, Rennes, 1986.
- De l'Or et des épices : naissance de l’homme d’affaires au Moyen âge, Fayard, Paris, 1987.
- Archives nationales: quinze siècles d'histoire, Nathan, Paris, 1988.
- L'Univers de Chartres, Bordas, Paris, 1988.
- Les Grandes découvertes : d'Alexandre à Magellan, Fayard, Paris, 1991.
- Le temps des principautés, Fayard, Paris, 1992.
- Dictionnaire de la France médiévale, Fayard, Paris, 1993.
- La France féodale, Le Grand livre du mois, Paris, 1995.
- La naissance de l'État, Le Grand livre du mois, Paris, 1995.
- Paris, Deux mille ans d'Histoire, Fayard, Paris, 1997.
- Charlemagne, Fayard, Paris, 1999.
- Louis XI, Fayard, Paris, 2001.
- Les Plantagenêts : origines et destin d'un empire : XIe-XIVe siècles, Fayard, Paris, 2004.
- Les Papes d'Avignon, Fayard, Paris, 2006.
- Le Roi René, Fayard, 2008 ISBN 978-2-213-63480-7
- Saint Onuphre : un après-guerre à l'ombre d'un clocher parisien, Fayard, Paris, 2009.
- Pierre Cauchon ou les maîtres dans la tourmente, Fayard, Paris, 2010 ISBN 978-2-213-64261-1

## Publikacje w języku polskim
- Wielkie odkrycia od Aleksandra do Magellana, przeł. Tomasz Radożycki, Warszawa: Oficyna Wydawnicza "Volumen" - Wydawnictwo Bellona 1996.